# Rankoth Vehera

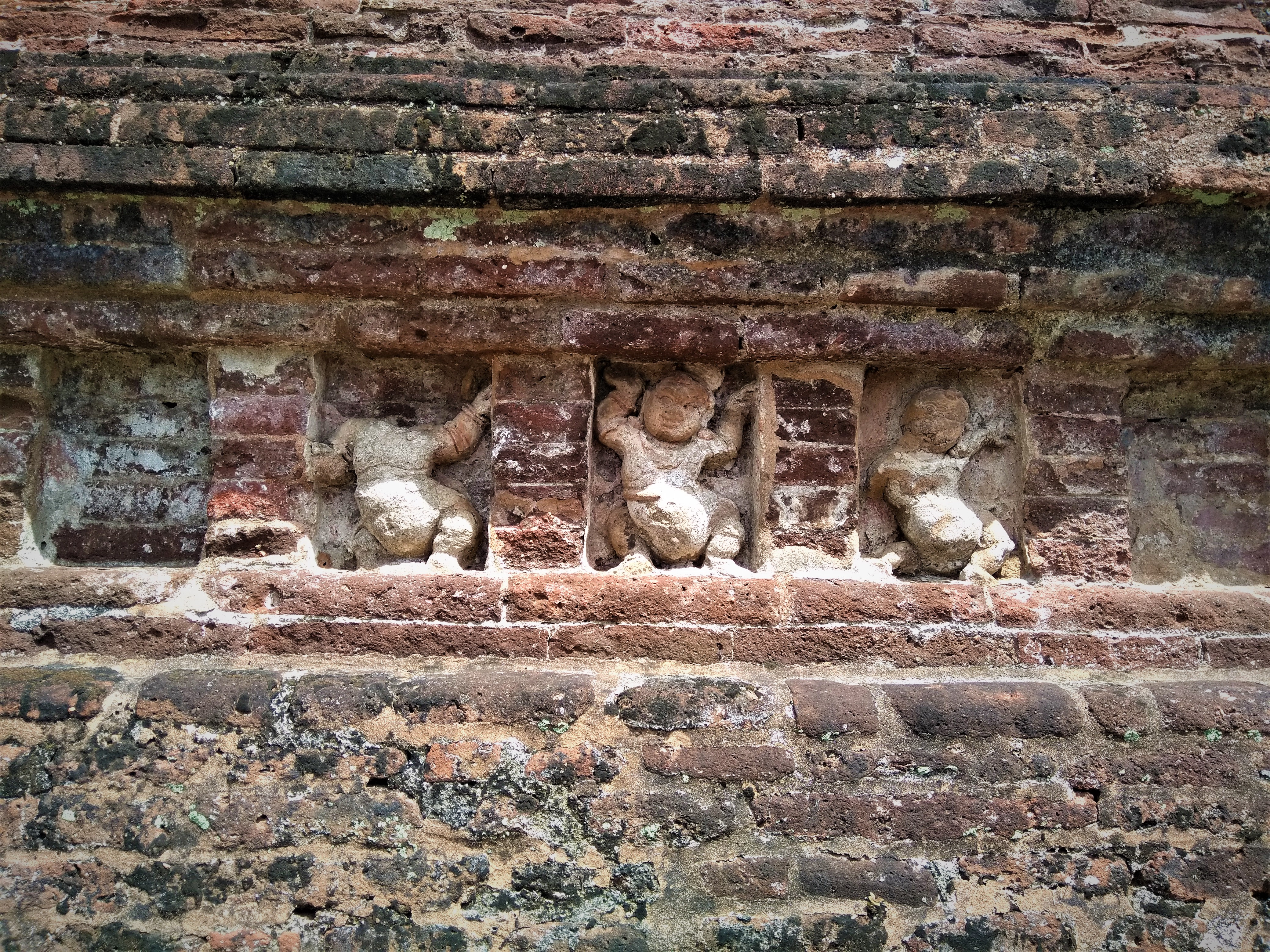
Peretele decorat de la Rankoth Vehera, orașul antic Polonnaruwa, Sri Lanka

Rankoth Vehera este o stupă situat în orașul antic Polonnaruwa în Sri Lanka. Stupa a fost construită de Nissanka Malla din Polonnaruwa, care a condus țara din anul 1187 până în 1196. Rankoth Vehera a fost construită în conformitate cu tradiția stupelor din Anuradhapura Maha Viharaya și este foarte asemănătoare cu Ruwanwelisaya. În fapt, o inscripție în piatră  aflată aproape de stupă chiar se identifică prin numele de "Ruwanweli". Cu toate acestea, mai târziu a ajuns să fie cunoscut prin numele utilizat în prezent, Rankoth Vehera. În Sinhaleză, ran înseamnă aur, kotha este numele dat vârfului unei stupe, și vehera înseamnă stupă sau templu. Astfel, numele Rankoth Vehera poate fi tradus în română ca „Stupa cu Vârful Aurit”. Împreună cu Kiri Vehera, este una dintre cele mai venerate stupe în Polonnaruwa.

## Descriere
Rankoth Vehera este o structură realziată în întregime din cărămidă, și are un diametru de 170 de metri și o înălțime de 33 de metri. Cu toate acestea, forma originală a stupei, în special în partea sa superioară, a fost schimbată în timpul lucrărilor de renovare efectuate ulterior de conducători și se estimează că înălțimea inițială a Rankoth Vehera ar fi fost de aproape 61 de metri În ciuda acestui fapt, ea rămâne cea mai mare stupă din orașul antic Polonnaruwa, și a patra cea mai mare stupă din țară. Stupa are patru mari Vahalkada, o structură folosită pentru oferirea de flori și, de asemenea, pentru a sprijini greutatea unei stupa. Acestea sunt, de asemenea, realizate din cărămidă. Stupa este situată în centrul unui pătrat mare cu terasă, care este, de asemenea, înconjurat de un zid de cărămidă. Terasa are patru intrări orientate spre cele patru puncte cardinale, cu căi de nisip care duc la ele. O inscripție în piatră  de lângă una din intrări menționează că regele Nissanka Malla  a supravegheat construcția stupei din acel loc. Este de menționat, de asemenea, că el s-a închinat la stupa de pe o mică platformă, care este situat într-un colț de terasă.